# Pherne placearia
Pherne placearia är en fjärilsart som beskrevs av Alpheus Spring Packard 1876. Pherne placearia ingår i släktet Pherne och familjen mätare. Inga underarter finns listade i Catalogue of Life.